# تصمیم‌گیری بر اساس اجماع

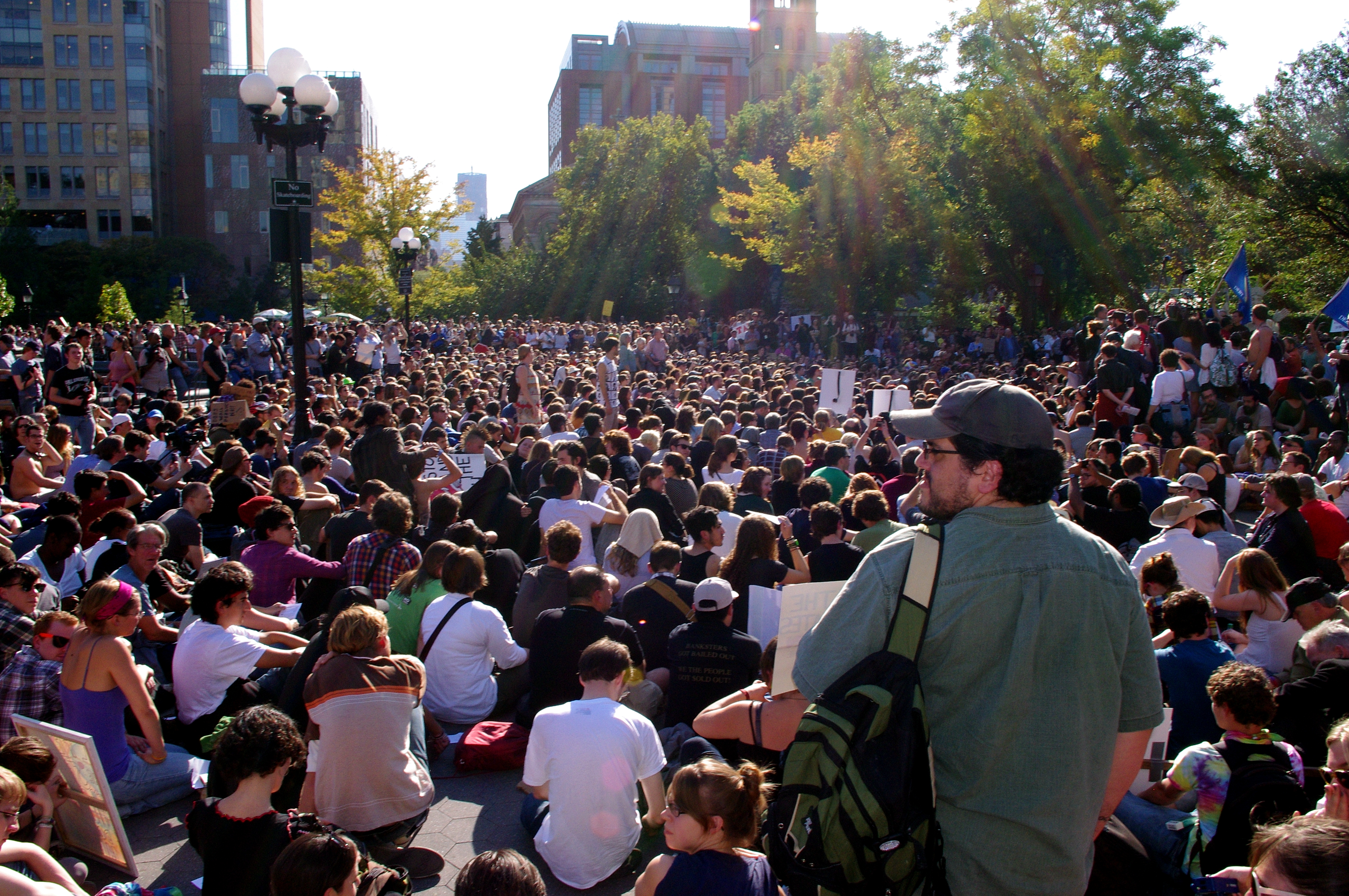
مرتبط با موضوع است در مقاله دیگر با زبان‌های دیگر استفاده شده‌است

تصمیم‌گیری بر اساس اجماع (انگلیسی: Consensus decision-making) فرآیندهای تصمیم‌گیری گروهی است که در آن شرکت کنندگان پیشنهادهایی را با هدف یا الزام پذیرش توسط همگان توسعه می‌دهند و در مورد آنها تصمیم می‌گیرند. تمرکز بر ایجاد توافق ابر اکثریت و پرهیز از نظر غیرمولد، اجماع را از اتفاق‌آرا متمایز می‌کند، که نیاز به حمایت همه شرکت‌کنندگان از یک تصمیم دارد.